# Hoti
 (avril 2022).
Cet article possède des paronymes, voir Hoti (Plav), Oti et Otis.

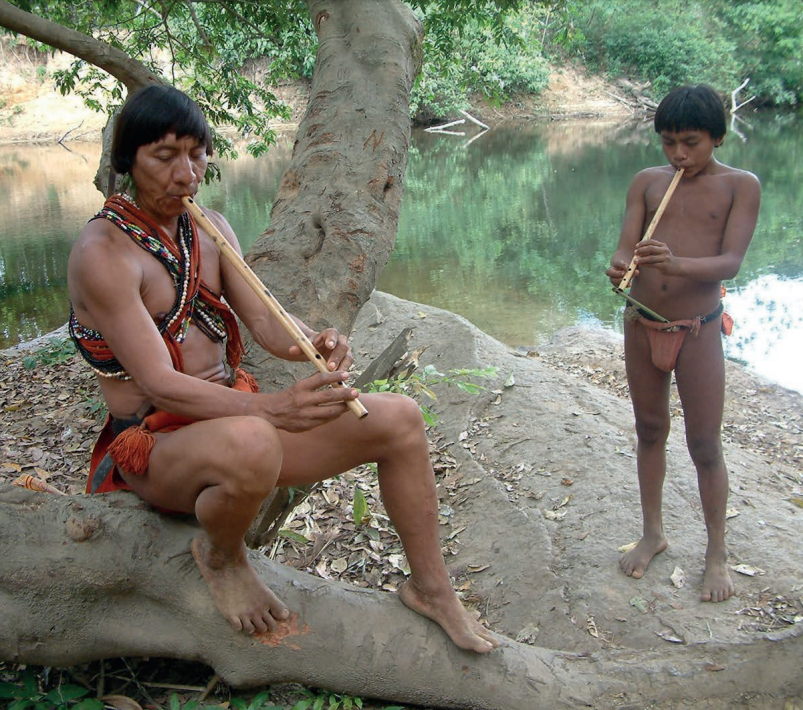
Deux personnes provenant de la communauté Hoti jouant de la flûte sur le bord de la rivière Kayamá

Les Hoti sont des Indiens d'Amérique formant une petite communauté nomade isolée au cœur de la forêt tropicale humide sub-caducifoliée du sud-ouest du Venezuela. Il s'agit d'un groupe voisin des Panaré.

## Territoire et habitat
Situé dans le parc national Jaua-Sarisariñama, le territoire des Hoti se trouve pour l'essentiel dans l'État de Bolívar et déborde éventuellement dans l'Amazonas. Il est formé par les bassins versants des cours d'eau appelés Caura, Erebato et Ventuari, soit un ensemble d'une cinquantaine de kilomètres de diamètre constitué de montagnes basses. On l'atteint en remontant par exemple le Parusito.
Les Hoti en eux-mêmes sont difficilement repérables. Ils sont d'ailleurs considérés comme les plus isolés de tous les Indiens de la région voisine de l'Orénoque. Les seuls édifices qui les rend visibles au visiteur sont les arbres tombés en période de crue qu'ils aménagement en ponts grâce aux lianes et au rotin qu'ils fournissent.
Pour le reste, les Hoti ne construisent guère que des huttes sommaires isolées les unes des autres par plusieurs kilomètres. Celles-ci sont de deux types, les unes temporaires et les autres plus perennes, de forme rectangulaire et éventuellement dotées de hamacs.

## Structure familiale et démographie
La dispersion des Hotis en petits ensembles familiaux d'une ou deux huttes leur a permis d'échapper jusqu'ici aux contacts avec les missionnaires protestants de la région qui cherchent à évangéliser tous les Indigènes et les condamnent souvent à mort dès le premier contact en leur transmettant la grippe.
Au nombre de 398 en 1982, les Hoti avaient atteint le nombre de 643 dix ans plus tard. Cela signifie une croissance annuelle moyenne de la population de 4,9 %, soit une progression très rapide. Souvent constitués à la saison sèche, soit lorsque l'ensemble des rencontres sociales se multiplient, les couples parfois formés entre cousin et cousine ou frère et sœur se défont relativement aisément. En outre, les Hoti pratiquent la polygynie.

## Mode de vie
Les Hoti ont longtemps été classés parmi les chasseurs-collecteurs. Ils ont pourtant recours à l'agriculture sur brûlis. Cette pratique est rendue possible grâce à la grande précaution qu'ils accordent au feu, une précaution d'autant plus essentielle qu'il est difficile d'en démarrer un dans leur milieu très humide : ils l'entretiennent constamment et le transportent avec eux sous la forme de tisons brûlants lors de leurs déplacements.
Si les Hoti peuvent par ailleurs déployer beaucoup d'énergie pour collecter du miel, ils n'en demeurent pas moins des chasseurs avant tout. Ils se servent pour capturer leurs proies animales de différents pièges, lances et autres sarbacanes lançant des flèches empoisonnées. Ils ne connaissent pas l'arc. En revanche, ils savent employer des chiens à leurs côtés, ceux-ci étant en fait les seuls animaux qu'ils aient domestiqué. Ils vivent dans les huttes et bénéficient de toute l'attention et de l'affection du chef de famille.
Le gibier qu'ils ramènent est cuisiné par les premières femmes de ces chasseurs. Il constitue l'autre source de nourriture des Hoti avec les insectes qu'ils passent un grand temps à chasser au sein même de leurs habitations et sur leurs corps. La viande et les peaux sont par ailleurs échangées avec les Yecuanas voisins contre des casseroles et des machettes. Ce sont là les seuls objets des Hoti avec les paniers.
Ceux-ci servent lors des déplacements. Ces derniers peuvent être provoqués par l'épuisement des ressources ou par la pression exercée par les grands félins. Les Hoti sont pourtant réputés posséder des poussières magiques capables d'effrayer les jaguars.

## Culture et ethnologie
Les rituels chamaniques que les Hoti pratiquent nécessitent le recours à des espèces végétales hallucinogènes. Ils vivent presque nus. Ils ne sont en fait que peu encadrés par des lois. Les Hoti n'ont par ailleurs pas de chef. Les contacts entre eux restent rares.
Ils parlent une langue isolée dans laquelle « tu es hoti » se dit par exemple « õwa amã ». Il s'agirait d'une forme du yuwana parlé par d'autres tribus du Venezuela.
La première mention aux Hoti dans la littérature ethnologique est celle faite par un missionnaire catholique en 1913 dans une étude sur les Yecuanas, lesquels sont leurs ennemis à l'occasion. Le premier contact direct avec un groupe de quatorze individus utilisant encore des haches grossières taillées dans la pierre n'aurait été réalisé qu'en 1961. Depuis, les observations de cet ensemble humain n'ayant guère plus de connaissances que les peuples du Néolithique se sont multipliées. Elles ont surtout été le fait de Walter Coppens. Il a notamment étudié les Hoti et leur milieu naturel intouché en 1976.

### Filmographie
- The JVC/Smithsonian Folkways video anthology of music and dance of the Americas, vol. 6., Horoaki Ohta, Katsumori Ichikawa et Yuji Ichihashi, Victor Company of Japan, 1995.